# Regione di Bounkani
La regione di Bounkani è una delle 31 regioni della Costa d'Avorio. Situata nel distretto di Zanzan, ha per capoluogo la città di Bouna ed è suddivisa  in quattro dipartimenti: Bouna, Doropo, Nassian e Téhini.
La popolazione censita nel 2014 era pari a 267.167 abitanti.